# エクサ (企業)
株式会社エクサ (EXA CORPORATION ) は、システム構築事業を行っている日本のシステム開発会社。株主比率はキンドリルジャパンが51%、JFEスチールが49%。

## 概要
日本鋼管（現・JFEスチール）のシステム開発会社として発足。後に日本IBMの資本参加を受け、鉄鋼業以外のシステム開発の技術力を向上させた。鉄鋼業のように24時間365日ノンストップで動作するシステム開発ノウハウを活かして、金融・製造・流通・公共・公益・カード等の幅広いシステム開発を行っている。
なお社名は1987年の会社設立当時、SI接頭語で最大の値（1018 ＝百京倍）であった「エクサ」（exa）に由来する。
本社はかつて神奈川県川崎市幸区堀川町のソリッドスクエア東館内に構えていたが、創立30周年を迎えたの機に2018年1月29日、横浜市西区みなとみらいの横浜アイマークプレイス内（2階）に移転している。

### 社風
これまでの経緯から、IBMグループ（外資系）とJFEグループ（ユーザー系）の特徴を併せ持っている。

### 売上高
- 2016年度（平成28年1〜12月）: 338億円
- 2015年度（平成27年1〜12月）: 305億円
- 2014年度（平成26年1〜12月）: 303億円
- 2013年度（平成25年1〜12月）: 304億円
- 2012年度（平成24年1〜12月）: 252億円
- 2011年度（平成23年1〜12月）: 237億円
- 2010年度（平成22年1〜12月）: 269億円

### 取引銀行
- みずほ銀行
- 三菱UFJ銀行
- みずほ信託銀行

### 許可・認可
- ISO 9001:2008認証取得
- ISO/IEC 27001:2005認証取得
- プライバシーマーク使用許諾事業者

## 沿革
- 1987年（昭和62年）10月 - 日本鋼管株式会社（現・JFEスチール）より分離独立し、株式会社エヌ・ケー・エクサとして創業。
- 1988年（昭和63年）
  - 11月 - 株式会社ブリッジと業務提携（同時に資本参加）。
  - 12月 - 通産省システムインテグレーターの認定企業となる（認定番号 08210059）。
- 1990年（平成2年）7月 - 日本鋼管システムサービス株式会社と合併。
- 1993年（平成5年）4月 - NKKエレクトロニクス本部を統合。
- 1997年（平成9年）8月 - 株式会社ブリッジの株式取得、持株比率100%に。
- 2000年（平成12年）9月 - 日本IBMが資本参加（49%）。
- 2001年（平成13年）7月 - 日本IBMが出資比率をアップ （51%）。
- 2002年（平成14年）1月 - 株式会社エクサに社名変更。決算期を従来の3-4月から1-12月に変更。
- 2003年（平成15年）4月 - NKK保有株（49%）をJFEスチールが承継。
- 2012年（平成24年）4月 - JFEテクノデザイン株式会社のシステム事業を統合。
- 2018年（平成30年）1月 - 本社を横浜市西区みなとみらいの横浜アイマークプレイス内（2階）に移転[4]。
- 2022年（令和4年）2月 - 日本アイ・ビー・エム株式会社の保有株式（51%）をキンドリルジャパンが継承[5]。

## 事業
- 金融・カード・保険
- 製造・エンジニアリング
- 経営資源管理（ERP)
- 設備/資産管理、保守サービス管理
- デジタルマーケティング・WEBコンテンツ管理・サーチ・ユビキタス
- セキュリティ
- IT基盤

### 業務内容
- 情報処理及び情報提供サービス
- コンピュータに関するソフトウェアの開発、販売、賃貸及び管理並びにそれらの受託
- コンピュータシステムの導入及び運営・管理の受託
- 情報通信ネットワークの開発・販売及び賃貸
- コンピュータに関するハードウェアの開発、製造、販売及び賃貸
- コンピュータに関するハードウェア並びにソフトウェアの輸出入
- 情報通信機器並びに事務機器の販売
- 電気工事及び電気通信工事の請負及び施工
- 労働者派遣事業
- 前各号に関する調査・研究・教育及びコンサルティング
- 前各号に付帯する一切の業務

## 事業所
公式サイト内の「事業所一覧」も参照。
- 本社 - 〒220-8560 神奈川県横浜市西区みなとみらい4-4-5 横浜アイマークプレイス2階
- 京浜事業所 - 〒210-0855 神奈川県川崎市川崎区南渡田町1-1 JFE渡田ビル3階
- 鶴見事業所 - 〒230-0045 神奈川県横浜市鶴見区末広町2-1 JFE鶴見事業所内
- 中部事業所 - 〒450-0002 愛知県名古屋市中村区名駅3-25-9 堀内ビル2階
- 西日本事業所 - 〒532-0003 大阪府大阪市淀川区宮原3-5-24 新大阪第一生命ビル2階
- 津事業所 - 〒514-0301 三重県津市雲出鋼管町1 ジャパン マリンユナイテッド 津事業所内
- 福山事業所 - 〒721-0931 広島県福山市鋼管町1番地